# Турхан, Евгений Андреевич
Евгений Андреевич Турхан (чув. Евгений Андреевич Турхан; род. 19 мая 1950, Карабаево, Яльчикский район, Чувашская АССР, РСФСР, СССР) — советский и российский чувашский писатель, поэт, журналист. Заслуженный работник культуры Республики Татарстан (2022).

## Биография
Евгений Андреевич Турхан родился 19 мая 1950 года в деревне Карабаево Яльчикского района Чувашской АССР. Отец — Энтри Турхан (1888—1972), писатель. Сестра — Вероника, писательница.
Окончил четыре класса средней школы села Новое Байбатырево, а затем переехал с семьёй в село Батырево Батыревского района. Окончив восемь Батыревской средней школы № 1, поступил в Вурнарский совхоз-техникум, который окончил в 1969 году. После получения образования работал зоотехником-инструктором, затем старшим зоотехником в Приволжском государственном племенном объединении в Цивильске. В 1970—1972 годах служил в Советской Армии, после чего вернулся в родную деревню, где работал заведующим фермой в колхозе, а затем начальником Батыревской профессиональной пожарной части.
С 1976 года — в журналистике. Сначала трудился корреспондентом, а в 1981 году занял пост заместителя главного редактора Батыревской районной газеты «Авангард». В 1980—1983 годах, по совместительству, работал преподавателем чувашской литературы в Батыревской средней школе № 1. В 1983 году окончил историко-филологический факультет Чувашского государственного университета имени И. Н. Ульянова. В 1990—1993 годах, также по совместительству, был заместителем главного редактора чувашской региональной газеты «Самана», распространявшейся в Чувашии, Татарстане, Башкортостане, Ульяновской, Саратовской, Самарской и Пензенской областях. В 1994 году переехал в Казань, где начал работать корректором, затем стал ответственным секретарем новобразованной республиканской газеты «Сувар» на чувашском языке. С 1996 года был заместителем ответственного секретаря и редактором отдела новостей газеты «Казанские ведомости», до выхода на пенсию в 2004 году.
Более пятнадцати лет руководил литературным объединением имени Васьлея Митты при редакции газеты «Авангард», являлся редактором рукописного литературного журнала «Юхма». Избирался председателем месткома работников редакции газеты «Авангард», депутатом Батыревского сельского Совета народных депутатов. Параллельно с журналистской работой активно участвовал в работе Батыревского народного театра, играл главные роли в таких спектаклях, как «Айдар» П. Н. Осипова, «Хуняма» Е. Н. Никитина, «Кай, кай Ивана» и «Шикли шикленнє — кєрєк пєркеннє» Н. С. Айзмана. В настоящее время внештатно сотрудничает с газетой «Сувар», где активно публикуется практически в каждом номере, ведёт рубрики «Юмор», «Спорт», «Поэзия», «Книжная полка», «Чуваши Татарстана», а также руководит редакционным литературным объединением «Сунтал», состоит ответственным секретарём Союза чувашских писателей Татарстана при Чувашской национально-культурной автономии Республики Татарстан, является членом редколлегии журнала «Таван Атал». В 2020 году отметил 70-летний юбилей. В 2022 году удостоен звания заслуженного работника культуры Республики Татарстан.

## Очерк творчества
Член Союза писателей ТАССР (1980), Союза журналистов СССР (1981), Союза писателей России (2003). С детства увлекался литературой, мифами и легендами рода Турхан, берущего начало в Волжской Булгарии, изучал рукописи своих дядей — основателей чувашской поэзии Якова и Федора Турханов, а также интересовался расказами тети — Марии Васильевны, урожденной Турхан, о творчестве её сына, чувашского поэта и критика Григория Кели. Первый юмористический рассказ Турхана на чувашском языке был опубликован в газете «Авангард» в 1973 году, а первое стихотворение — в 1975 году. С начала 1970-х годов также печатался в чувашской республиканской прессе, в таких журналах, как «Ялав», «Таван Атал», «Капкан», в газетах «Хыпар» и «Пионер сасси».
Пишет на чувашском и русском языках, одинаково успешно работает как в прозаическом, так и в поэтическом жанрах. Является автором стихов, исторических поэм, фантастико-приключенческих повестей, рассказов, очерков, романов, произведений для детей, юморесок, пародий. Автор таких книг, как «Пăла таврашĕнче» («В окрестностях Булы», 1989), «Палăк вăрттăнлăхĕ е хăрушă чир» («Тайна обелиска или страшная болезнь», 1990), «Последний Эльтебер» (2001), «Ăçта-ши эсĕ, юратăвăм?» («Где ты, любовь моя», 2008), «Каганлăх тĕпренчкĕ» («Осколок каганата», 2014), «Туслăх çула кĕскетет» («Дружба сокращает расстояния», 2015). В своих произведениях часто фокусируется на проблемах исторической судьбы Чувашии и чувашского народа.
Известен критическими статьями о творчестве чувашских писателей, материалами краеведческого характера. Будучи членом Чувашской народной академии наук и искусств, активно рецензирует издания сельских краеведов, а также вплетает в свои произведения исторические особенности и описания топонимики Чувашии. Активно работает в качестве переводчика с татарского на чувашский и русский языки, и обратно. Вместе с сестрой подготовил и издал собрание сочинений своего отца (2010), в сотрудничестве с Н. С. Сорокиным выступил одним из составителей энциклопедии чувашских писателей Татарстана (2015). На стихи Турхана был написан ряд песен.

## Награды
- Почётное звание «Заслуженный работник культуры Республики Татарстан[тат.]» (2022 год) — за большой вклад в развитие культуры[15][21].
- Премия[тат.] имени Сажиды Сулеймановой[тат.] (2018 год)[22][23].
- Премия имени Махмуда Кашгари (2014 год)[18][24].
- Премия имени Алексея Талвира (2014 год)[19].
- Премия[чуваш.] имени Васьлея Митты (1985 год)[4].